# Obscured by Clouds (chanson)
Cet article concerne la chanson des Pink Floyd. Pour l'album du même groupe, voir Obscured by Clouds.
Pistes de de l'album Obscured by Clouds
When You're In
(2)
Obscured by Clouds est le morceau d'ouverture de l'album éponyme de Pink Floyd sorti en 1972. C'est un instrumental composé par David Gilmour et Roger Waters. Ce morceau est directement lié au deuxième titre de l’album, When You're In (les musiques se confondent lors de la transition). Il a été enregistré au château d'Hérouville à côté de Pontoise en France.
Cet instrumental servait d'ouverture aux concerts vers la fin de la tournée The Dark Side of the Moon. La version live a une introduction plus longue que la version studio.

## Crédits
- David Gilmour : synthétiseur VCS 3, guitares
- Rick Wright : claviers
- Nick Mason : batterie
- Roger Waters : basse

## Liens
- Site officiel de Pink Floyd
- Site officiel de Roger Waters
- Site officiel de David Gilmour